# سودرلوگوم
سودرلوگوم (به آلمانی: Süderlügum) یک شهر در آلمان است که در نوردفرایسلند واقع شده‌است. سودرلوگوم ۲٬۲۲۷ نفر جمعیت دارد.